# Лайссиген

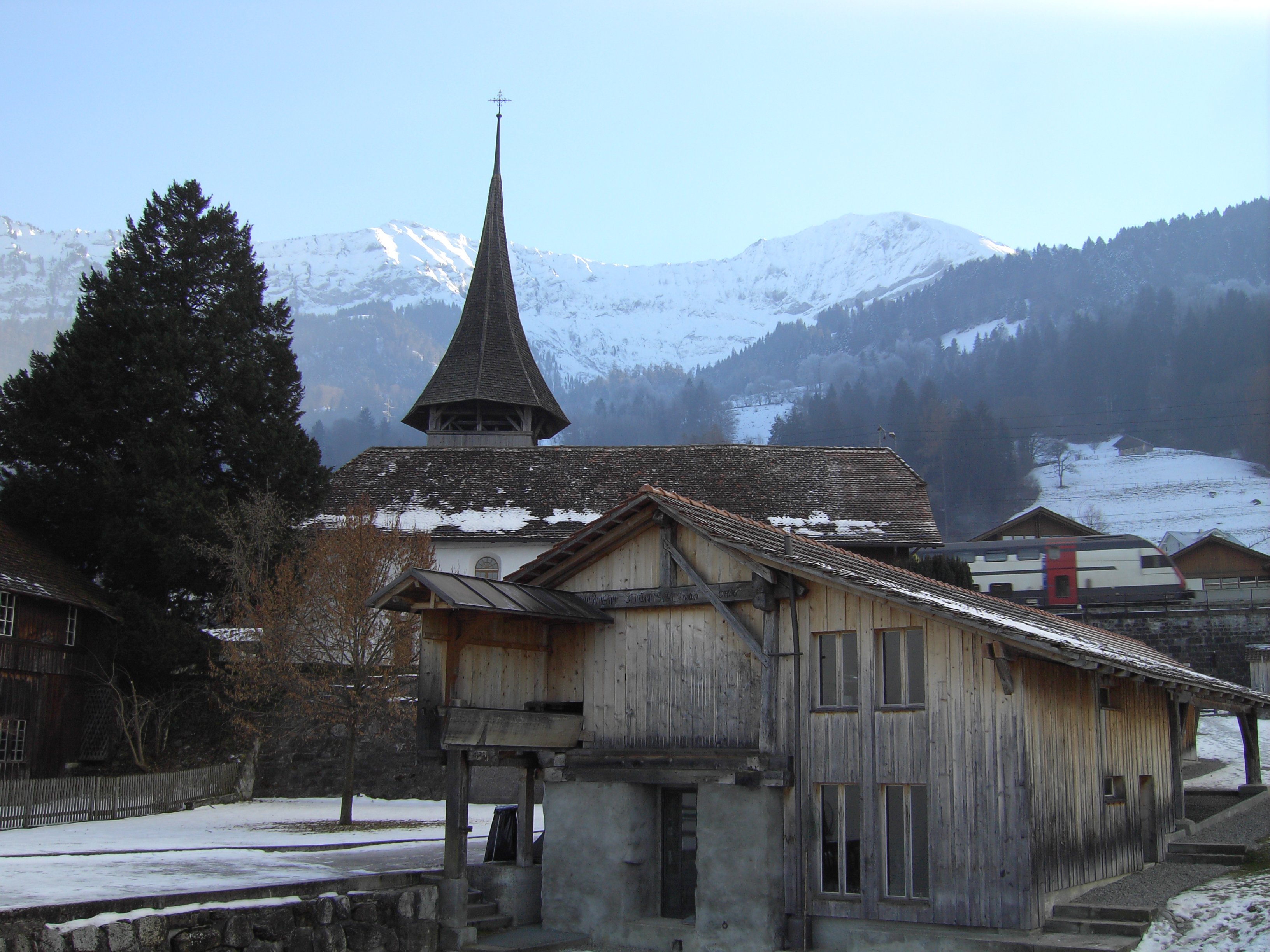
Church, in the front an old mill

Лайссиген (нем. Leissigen) — коммуна в Швейцарии, в кантоне Берн.
Входит в состав округа Интерлакен. Население составляет 932 человека (на 31 декабря 2006 года). Официальный код — 0585.